# Piridoxal fosfato
Piridoxal fosfato (PLP, do inglês pyridoxal phosphate, piridoxal 5'-fosfato, P5P, de 5'-pyridoxal phosphate) a forma ativa da vitamina B6, é uma coenzima numa variedade de reações enzimáticas. A comissão de enzimas da União Internacional de Bioquímica e Biologia Molecular tem catalogado mais de 140 atividades dependentes de PLP, correspondente a ~4% de todas as atividades classificadas. A versatilidade do PLP surge da sua capacidade de unir-se covalentemente ao substrato, e então atua como um catalisador eletrofílico, estabilizando assim diferentes tipos de reações carbaniônicas intermediárias.